# Johan Falk: Kodnamn Lisa
Johan Falk: Kodnamn Lisa är en svensk action-thriller från 2013 i regi av Charlotte Brändström med Jakob Eklund i huvudrollen. Filmen hade svensk biopremiär den 15 mars 2013 och är den femtonde filmen om Johan Falk.

## Rollista
- Jakob Eklund - Johan Falk
- Joel Kinnaman - Frank Wagner
- Ruth Vega Fernandez - Marie Lindell
- Mikael Tornving - Patrik Agrell
- Meliz Karlge - Sophie Nordh
- Jens Hultén - Seth Rydell
- Sergej Merkusjev - Andrei Dudajev
- Alexander Karim - Niklas Saxlid
- Mårten Svedberg - Vidar Pettersson
- Zeljko Santrac - Matte
- Jessica Zandén - Eva Ståhlgren
- André Sjöberg - Dick Jörgensen
- Marie Richardson - Helén Andersson
- Fredrik Dolk - Peter Kroon
- Alexandra Zetterberg - Lena Thörnell
- Henrik Norlén - Lasse Karlsson
- Christian Brandin - Conny Lloyd
- Isidor Alcaide Backlund - Ola Falk
- Hanna Alsterlund - Nina Andersson
- Jonas Bane - Bill
- Jonas Sjöqvist - Roger Nordh
- Johan Karlberg - Ove Wagner
- Rasmus Lindgren - Christian Wagner
- Shebly Niavarani - Avram Khan
- Magnus Roosmann - Advokat Fredrixon
- Lars Väringer - Aril Holmlind
- Malin Morgan - Hanna Pantzar
- Mohammed El Assir - Ibrahim Atta
- Carlos Fernando - Johnny Ahmad
- Anders Granell - Kjell, presstalesman
- Jerker Fahlström - Borglund
- Douglas Johansson - Anders Brandelius
- Anders Lönnbro - Arkivarie